# Az Air Canada 143-as járatának balesete
Az Air Canada 143-as járata egy menetrend szerinti repülőút volt Montréalból Edmontonba, ottawai útmegszakítással. 1983. július 23-án a járatot teljesítő Boeing 767-200 típusú gépnek Ottawa és Edmonton között, körülbelül az út felénél kifogyott az üzemanyaga 12 500 méteres magasságban. A pilótáknak sikerült siklórepülésben elirányítani a gépet a manitobai Gimli repülőterére, ami korábban a Kanadai Királyi Légierő támaszpontja volt. Itt sikeres kényszerleszállást hajtottak végre.
A baleset utáni nyomozás kiderítette, hogy a szükséges üzemanyag-mennyiséget elszámolták az újonnan bevezetett, a birodalmi rendszert váltó metrikus rendszer félreértése miatt, valamint a gép műszereinek meghibásodása és sok kisebb emberi mulasztás következményeként a beépített biztonsági berendezések nem jelezték időben a bajt.

## A baleset
1983. július 22-én az Air Canada C-GAUN lajstromjelű Boeing 767-ese Torontóból Edmontonba repült, ahol elvégezték a rutinellenőrzéseket. A következő nap Montréalba repült, majd új személyzettel és immár az Air Canada 143-as járataként visszaindult Edmontonba ottawai útmegszakítással. A kapitány Robert (Bob) Pearson, a másodpilóta pedig Maurice Quintal volt.

### Az üzemanyag elfogyása
12 500 méteres magasságban, az ontariói Red Lake fölött a pilótafülke vészjelző berendezése megszólalt, jelezve, hogy probléma lépett fel az üzemanyag nyomásával a gép bal oldalán. A pilóták azt hitték, hogy egy szivattyú romlott el a bal szárnyban, ezért kikapcsolták a figyelmeztetést. Ha a szivattyú nem működik, a gravitáció segítségével a két hajtómű elég kerozint kap. A számítógép szerint volt elegendő üzemanyag a gépben a teljes út befejezéséig és a pilóták többször is ellenőrizték a mennyiséget. Néhány pillanattal később azonban újabb üzemanyagnyomás-problémára figyelmeztető jelzés kapcsolt be, ezúttal a jobb oldalié, így a személyzet haladéktalanul a közeli Winnipeg felé vette az irányt. A bal hajtómű nem sokkal ezután leállt, és a pilóták elkezdték a felkészülést az egy hajtóművel történő leszálláshoz.
Ahogy felvették a kapcsolatot a winnipegi toronnyal, és próbálták újraindítani a bal hajtóművet, egy újabb vészjelzés szólalt meg, amilyet azelőtt sem a kapitány, sem pedig a másodpilóta nem hallott még. A hang mindkét hajtómű leállását jelezte. Ez kb. 11 000 m magasan történt, amikor a gép 104 km-re volt Winnipegtől, Gimlitől pedig 72 km-re.
A másodpilóta azonnal elkezdte kikeresni az ilyenkor teendőket a kézikönyvből, de kiderült, hogy semmilyen előírás nincs erre a helyzetre, a kiképzés során pedig egyiküket sem készítették fel ilyen problémára. A winnipegi irányítás alternatív leszállási lehetőségeket kezdett keresni, de a szóba jöhető repülőterek közül (köztük Gimlinek) egyiknek sem volt megfelelő felszerelése egy Boeing 767-es gép kényszerleszállásához. A légi irányítók munkáját tovább nehezítette, hogy a repülő transzpondere eltűnt a radarról, így csak megközelítőleg tudták megállapítani a gép pontos helyzetét és magasságát egy papírvonalzó segítségével.
A 767-es típusú gépeket az elsők között szerelték fel elektronikus repülés műszeres rendszerrel (angolul Electronic Flight Instrument System, EFIS), ami csak a hajtóművek által termelt elektromos árammal tud működni. Mivel azonban mindkét hajtómű leállt, a legtöbb műszer nem működött, csupán az iránytű, a műhorizont, a sebesség mérője (airspeed indicator, ASI) és magasságmérő volt a pilóták segítségére. A variométer, ami a repülőgép függőleges sebességét méri, és amiből a pilóták a süllyedés szögét meg tudták volna határozni, nem üzemelt. Szintén a hajtómű látja el energiával a hidraulikarendszert, ami könnyűvé teszi a kormányzást és ami nélkül a gép irányíthatatlanná válik. A 767-eseknél egy automatikusan működésbe lépő, légáramlattal hajtott turbina segítségével is lehet hidraulikus nyomást termelni. Ez a szerkezet a géptörzs oldaláról automatikusan kiereszkedik és a menetszél által meghajtott propeller a hidraulika számára nyomást fejleszt. Mivel a 143-as járat épp leszállni készült, sebessége folyamatosan csökkent, és így a segédturbina is egyre kevesebb nyomással tudta ellátni a gép hidraulikáját.

### Leszállás Gimliben

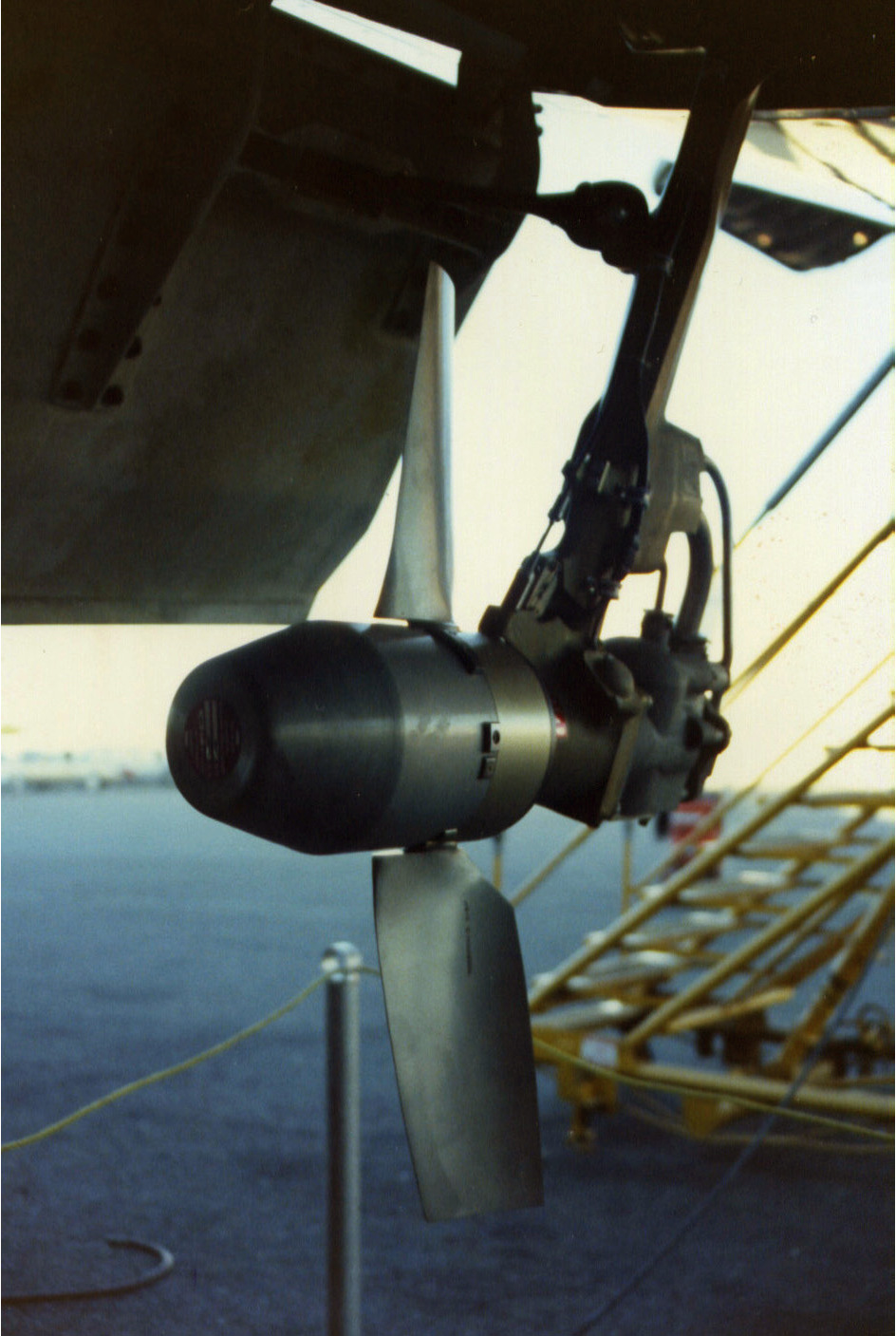
Egy Boeing 757 légáramlattal hajtott turbinája

Pearson kapitány tapasztalt siklórepülő pilóta volt, ezért ismert pár technikát, amit a polgári repülésben nem használnak. Quintal kiszámította, hogy a süllyedés mértéke túl nagy ahhoz, hogy elérjék Winnipeget. Pearson ezért észak felé irányította a gépet. Csak Gimli, egy korábbi katonai légitámaszpont repülőtere maradt meg lehetséges leszállóhelyként. Ekkor 19 km-re voltak tőle, ráadásul Quintal ismerte a bázist, mivel korábban szolgált itt. A gép legénysége és a légi irányítók azonban nem tudták, hogy a leszálláshoz kiválasztott 32L jelzésű kifutópályát autóversenyzésekre alakították át. Különböző típusú versenypályákra szabdalták a kifutót, a délkeleti részt egy szalagkorláttal két részre osztották, és drag versenyekre használták. 1983. július 23-án a helyi autóklub családi napot tartott Gimliben, így a kifutó egyik részében gokart verseny zajlott, közvetlen mellette pedig egy utcai verseny befutója volt, a helyszínt ellepték a kempingezők, gyerekek, családok és autók.
A 32L mellett volt a 32R jelzésű kifutópálya is, de a 32L szélesebb volt, mivel régen az volt az elsődleges felszállópálya, ráadásul a fények a 32L-re vezették a gépet. A használaton kívüli állapotát jelző festett X már vagy lekopott, vagy soha nem is volt, és Pearson az alapján tudott csak dönteni, amit látott, mivel a légi irányítás régen megszűnt a bázison. Később elmondta, nem is emlékszik arra, hogy látta volna a 32R-t.
Elektromosság nélkül a pilóták a gravitáció segítségével próbálták leengedni a futóművet, de az orrnál lévőt nem lehetett kibiztosítani a nagy ellenszél miatt. A sebesség csökkenésével a gép egyre irányíthatatlanabbá vált, mivel a légáramlattal hajtott turbina egyre kevesebb nyomást termelt a hidraulikarendszer számára.
A végső megközelítéskor Pearson látta, hogy túl gyorsan és túl magasan vannak a leszálláshoz, így – mivel a féklapokat nem tudta kinyitni – csúsztatással (az oldalkormány és a csűrők ellentétes kitérítésével) csökkentette a magasságát. Ezzel a gép megtartotta a haladási irányát, hossztengelye azonban attól elfordult, és a nagyobb légellenállás lassítani kezdte a vitorlázó járművet. Ez a manőver a polgári repülésben kerülendő, mivel a nem rögzített tárgyak ilyenkor szanaszét repülnek, nem is beszélve az ijedt utasokról. A módszerrel sikerült a sebességet 180 csomóra csökkenteni, ami már csak 30-50 csomóval volt gyorsabb a normálisnál. Ez azonban már olyan lassúnak bizonyult a propeller szempontjából, hogy a hidraulikarendszer végleg felmondta a szolgálatot. A gép csak a legutolsó pillanatban tért vissza egyenesbe az oldalra csúsztatásból.
Amint a gép földet ért, Pearson azonnal fékezni kezdett. Csak ekkor vette észre, hogy a kifutón emberek vannak. Később erről azt nyilatkozta, hogy akkor érte őt a legnagyobb trauma, amikor meglátta a gyerekeket a kifutón. Két kerék azonnal szétrobbant, az orrfutómű pedig összecsuklott. A gép orra előrebukott, és a betonnak csapódott, csakúgy, mint a jobb hajtómű. A repülőt tovább lassította, hogy a kifeszített szalagkorlátnak ütközött. A családi nap résztvevői közül mindenkinek sikerült elmenekülnie a gép elől, ami alig 1000 méteren állt meg. Ez nagyrészt annak volt köszönhető, hogy az orrfutó összecsuklott, így a súrlódás nagyban lassította a hatalmas járművet. Ez a hiba, mint később kiderült, életeket mentett meg. Az utasok evakuálását azonnal megkezdték. Mivel az orr jóval lejjebb volt, mint a farok rész, a hátsó csúszdák szinte függőlegesen lógtak. A pilótafülkében kisebb tűz keletkezett, amit a versenyzők és a pálya személyzete hamar el tudott oltani. A leszállás során a 61 utas közül senki nem sérült meg, kisebb zúzódások keletkeztek csupán a hátsó csúszda veszélyes helyzete miatt.

## Nyomozás
Az Air Canada nyomozása azzal zárult, hogy a szerelők és a pilóták hibáztak, a Kanadai Nemzeti Közlekedésbiztonsági Felügyelet (angolul Transportation Safety Board of Canada, TSB) által irányított kivizsgálás pedig a légitársaságot jelölte meg a baleset okozójaként.
A TSB jelentésében azt írta, hogy az Air Canada vezetősége felelős a testületi és felszerelési hiányosságokért, és a személyzetet minden dicséret megillet, amiért elkerülték a katasztrófát. Azt is megemlíti, hogy a társaság nem jelezte egyértelműen, hogy ki felelős az üzemanyag mennyiségének kiszámításáért ilyen helyzetekben. A régebbi gépek esetén, ahol a pilótafülke személyzete három főből áll, ez a fedélzeti mérnök feladata lenne. A 767-eseken azonban a számítógép elvégzi a műveletet, ráadásul nincs fedélzeti mérnök sem. Az Air Canada nem határozta meg, kinek a feladata az üzemanyag mennyiségének manuális ellenőrzése, és sem a kapitányt, sem pedig az első tisztet nem képezték ki erre.

### Az üzemanyagszint jelzése
A Boeing 767-esek esetében a hajtóanyagot az üzemanyagmennyiség-kijelző rendszer (angolul Fuel Quantity Indicator System, FQIS) méri és a számítást műszerfalon láthatóvá teszi. A 143-as járaton megtalálható FQIS két, egymástól független csatornán keresztül számol, és az eredményeket összeveti. Amikor az egyik meghibásodik, a másik ettől függetlenül helyesen működik, de az eredményeket ilyenkor a mérőpálcás mérés eredményeivel kell összevetni még felszállás előtt. Ha mindkét csatorna rossz, a gép nem repülhet.
Miután a FQIS többször, más 767-eseken egymásnak ellentmondó adatot rögzített, a Boeing kibocsátott egy hivatalos közleményt a rendszer rutinellenőrzésére. Ezt Edmontonban egy karbantartó el is végezte a baleset előtti napon, miután a gép megérkezett Torontóból egy eseménytelen út végén. A teszt eredménye szerint az FQIS hibás volt, aminek következtében a pilótafülkében található üzemanyagszint kijelzői kialudtak. A mérnök ugyanabban a hónapban már találkozott ilyen problémával, méghozzá ugyanezen gépen, amikor szintén Torontóból érkezett. Akkor rájött, hogy ha a kettes csatornát kikapcsolja az áramkör megszakításával, a pilótafülkében felgyulladnak a kijelzői és a rendszer rendesen működik – de csak egy csatornával. Július 22-én szintén ezt az ideiglenes módszert alkalmazta, az áramkör megszakítását be is jegyezte a karbantartási naplóba. A bejegyzés azonban nem tartalmazta azt, hogy a kettes csatorna azért lett kiiktatva, mert az üzemanyagszint kijelzői csak így működnek.
A baleset napján a gép Edmontonból Montréalba repült. Az indulás előtt a mérnök figyelmeztette a pilótát a hibára és meghagyta, hogy a mérést a mérőpálcákkal ellenőrizni kell. A pilóta azonban egy félreértés miatt azt hitte, hogy a gép a hibával repült Torontóból az előző nap. Az eseménytelen út az egyes csatorna kizárólagos használatával és a kijelzők megfelelő működésével telt el.
A montreali érkezés után a gépet új személyzet vezette vissza Edmontonba. A távozó pilóta tájékoztatta Pearson kapitányt és Quintal másodpilótát az FQIS hibájáról, valamint az általa hibásan következtetett megállapítást is, hogy a gép előző nap ezzel a problémával repült. Pearson ezt úgy értette, hogy az FQIS azóta sem működik, a kijelzők sötétek.
Amíg a repülőt a visszaútra készítették fel, egy karbantartó elhatározta, hogy megvizsgálja az üzemanyag-mennyiség kijelző rendszert. Bekapcsolta a második csatornát is, és a kijelzők elsötétültek. Ekkor a mérnököt elhívták, hogy elvégezze a mérőpálcás mennyiség-meghatározást. Később elfelejtette kikapcsolni, és ezért a pilótafülke jelzői sötétek maradtak.
Amikor Pearson kapitány a pilótafülkébe ért, pontosan azt látta, amire számított: elsötétült FQIS kijelzőket. Megnézte a listában, hogy mely műszereknek kell működniük az előírások szerint a felszálláshoz, és azt találta, hogy a gép nem repülhet az FQIS nélkül. Azonban a 767-es egy nagyon új repülő volt, az első felszállása 1981. szeptember 26-án volt. A C-GAUN lajstromjelű volt a 47. elkészült 767-es, az Air Canadához pedig kevesebb mint négy hónapja érkezett. Ezalatt a rövid idő alatt is 55-ször változtatták meg a kötelező műszerek listáját, és néhány oldal üresen volt hagyva a fejlesztéseknek. Ezen megbízhatatlanság miatt elterjedt az a gyakorlat, hogy a felszállást engedélyezheti egy karbantartó mérnök. Pearson nem akart kockáztatni, hogy egy teljesen jól működő és vadiúj gépet nem enged felszállni. Ráadásul a karbantartás is engedélyezte a repülést.

### Újratöltés
A baleset idején Kanada épp áttért a metrikus rendszer használatára birodalmi mértékegységekről. Ennek megfelelően a Boeing 767-esek voltak az első repülők, amiket az Air Canada már az új rendszernek megfelelően igényelt, litert és kilogrammot használva gallon és font helyett. Az edmontoni útra a pilóták 22 300 kg (49 000 font) szükséges üzemanyagot határoztak meg. A mérőpálcával megállapították, hogy a tartályokban még összesen 7682 liter (1690 gallon) van. Ahhoz, hogy a szükséges utántöltés mennyiségét meghatározzák, a legénységnek át kellett váltania a tankokban található mennyiséget tömegre, kivonni azt a 22 300-ból és visszaváltani az eredményt literre. A fedélzeti mérnök híján ezt a földi személyzet számolta Quintal másodpilóta segítségével úgy, hogy nem voltak kiképezve rá.
Egy liternyi üzemanyag 0,803 kg, tehát a pontos számítás a következő:
7682 l × 0,803 kg/l = 6169 kg
22300 kg − 6169 kg = 16131 kg
16131 kg ÷ 0,803 kg/l = 20088 l-t szükséges újratölteni
A számítás, amit a földi személyzet és a másodpilóta elvégzett azonban hibás volt. Ők 1,77-es szorzótényezőt használtak az átváltásra, ami a litert fontra váltja át, nem pedig kg-ra. Az ő számításuk szerint:
7682 l × 1,77 = 13597 kg
22300 kg − 13597 kg = 8703 kg
8703 kg ÷ 1,77 = 4916 l-t szükséges újratölteni
22 300 kg helyett 22 300 fonttal szálltak föl, ami kicsivel több mint 10 000 kg. Ez majdnem a fele annak a mennyiségnek, amivel el tudnának jutni a célig. Pearson kapitány, mivel az FQIS nem működött, manuálisan ellenőrizte a számítást, de ő is a hibás eredményre jutott.
A repülésirányító rendszer (angolul Flight Management Computer, FMC) segítségével a pilóták látják útközben, hogy mennyi üzemanyag fogyott el. Általában ezt az FQIS automatikusan frissíti, de ennek hiányában manuálisan is frissíteni lehet. A kapitány, úgy gondolva, hogy 22 300 kg van a fedélzeten, ezt meg is tette.
Mivel az FMC-t újra kellett állítani az ottawai útmegszakításkor, a kapitány újból kiszámolta az üzemanyag mennyiségét, de ugyanazzal a hibával. Ebből az jött ki, hogy 20 400 kg van még a tartályokban. Valójában a szükségesnek mindössze a fele volt bennük.

## A baleset után
Az Air Canada belső nyomozását követően Pearson kapitányt hat hónapra lefokozták, Quintal első tisztet pedig két hétre felfüggesztették. Három karbantartó mérnököt szintén felfüggesztettek. Ennek ellenére 1985-ben mindkét pilótát kitüntette a Nemzetközi Légisport és Űrhajózási Szövetség. Quintal 1989-ben kapitánnyá lépett elő, Pearson pedig 1993-ban visszavonult a légitársaságtól. Ezután még az Asiana Airlines-nál dolgozott, de két év múlva végleg nyugdíjba ment.
A gépet ideiglenesen megjavították Gimliben, és két nappal a baleset után átszállították az Air Canada karbantartási központjába, ahol teljesen megjavították. Érdekes egybeesés, hogy a gépet javítani induló szerelők kisbusza az úton szintén kifogyott az üzemanyagból, és egy másik buszt is utánuk kellett küldeni.
Az eset után a repülő az Air Canada színeiben repült még negyed évszázadig. Pearson és Quintal sikeresen fellebbezett büntetésük ellen és a légitársaság egy másik járatára lettek beosztva. Ahogy beszálltak, kiderült, hogy ismételten az akkorra már Gimli Siklónak becézett géppel fognak repülni. A legénység még viccelődött is, hogy nem kéne megismételni a híressé vált manővert. Röviddel a felszállás után azonban megszólalt az alacsony üzemanyagszintre figyelmeztető jelzés. Hamar kiderült, hogy azt egy hibás vészjelző berendezés okozta, és a gép eseménytelenül folytatta útját.
A baleset 25. évfordulóján egy emlékművet állítottak fel, és a pilótákat hősként fogadták Gimliben.
Az Air Canada a mai napig a 143-as járatszámot használja a Montréal–Ottawa–Edmonton útvonalon, amit egy Embraer 190 típusú gép teljesít.
Maurice Quintal 2015-ben elhunyt.

### A gép nyugdíjazása

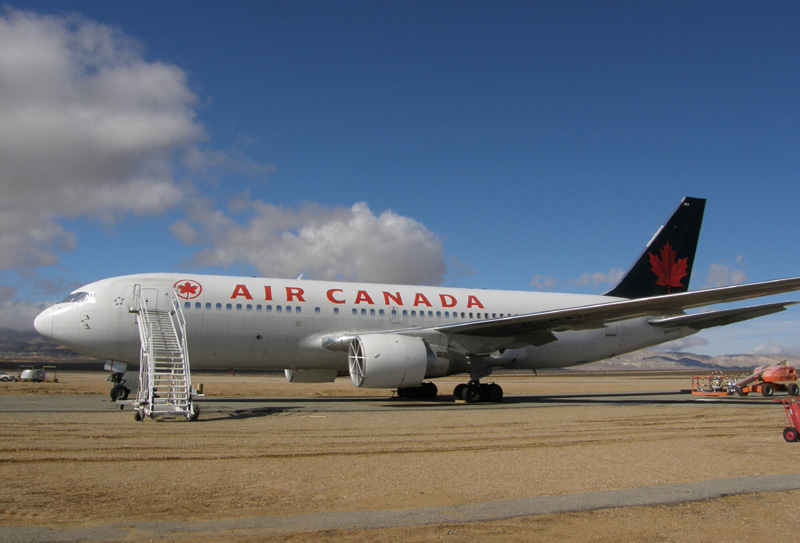
A Gimli Sikló 2008-ban a mojave-sivatagi repülőgéptemetőben

25 év szolgálat után a Gimli Sikló 2008. január 1-jén szállított utoljára utasokat, 2008. január 24-én indult végső útjára a montreali Montréal-Pierre Elliott Trudeau nemzetközi repülőtérről a mojavei repülőtérre. A gépet Jean-Marc Bélanger vezette, az Air Canada Pilótaszövetségének korábbi elnöke, és Robert Pearson és Maurice Quintal, valamint a 143-as járat hat légi utaskísérője is a fedélzeten volt.
A gép azóta tárolás alatt áll, az Air Canada jelzéseit eltávolították róla. Mindezek mellett eddig még nem került elbontásra, alkatrészeit nem szerelték ki. A Collectable Car Productions aukciós cég árverésre bocsátotta 2013 áprilisában, de az alacsony licitösszeg miatt nem került eladásra. A következő aukcióra 2013 novemberében került sor.

## Hasonló esetek
- Avianca 52-es járata: A gép az üzemanyag kifogyása miatt lezuhant New York közelében.[15]
- Air Transat 236-os járata: Az Atlanti-óceán felett a gépből kifogyott az üzemanyag, így a legénység kényszerleszállást hajtott végre az Azori-szigeteken.[16]

## Fordítás
Ez a szócikk részben vagy egészben  a   Gimli Glider című angol Wikipédia-szócikk ezen változatának fordításán alapul.  Az eredeti cikk szerkesztőit annak laptörténete sorolja fel. Ez a jelzés csupán a megfogalmazás eredetét és a szerzői jogokat jelzi, nem szolgál a cikkben szereplő információk forrásmegjelöléseként.

## Külső hivatkozások
- Összefoglaló a balesetről
- Damn Interesting: A Gimli Glider
- CBC Digital Archív: Landolás üzemanyag nélkül
- Képek a C-GAUn lajstromjelű Gimli Siklóról
- Kép a gépről a landolás után
- A gép a Mojave-sivatagban
- Videó az utolsó felszállásról. YouTube